# 麥克林冰川 (彭內爾海岸)
70°59′S 164°45′E / 70.983°S 164.750°E
麥克林冰川是南極洲的冰川，位於維多利亞地的彭內爾海岸，處於阿納雷山脈西南部亨普希爾山以北，最終在比曼冰川以南注入埃貝冰川。